# Rollenspel (personen)
Bij een rollenspel spelen twee of meer deelnemers elk minstens één rol. Een rollenspel kan gebruikt worden als psychologische test of onderwijskundige methode, maar ook echt als recreatief spel. In dat laatste geval wordt vaak gesproken van een roleplayinggame).

## Functioneel rollenspel
Rollenspelen worden onder meer gebruikt als therapie, psychologische of andere test of trainingsmethode. Hierbij nemen twee of meer personen (en eventueel een of meer trainingsacteurs) deel aan een rollenspel, waarbij een bepaalde (vaak lastige) situatie wordt nagebootst. Een voorbeeld hiervan is een 'slechtnieuwsgesprek' voor artsen, waar een acteur de patiënt is die te horen krijgt dat hij ernstig ziek is en de aankomend arts dit gesprek kan oefenen.
Onder andere bedrijfstheater en communicatietrainingen maken vaak gebruik van rollenspelen bij het inoefenen van vaardigheden. Veel assessments maken eveneens gebruik van rollenspelen om competenties inzichtelijk te maken. In dit type rollenspel is vaak een beoordeelaar aanwezig.

## SM
Bij een SM-rollenspel dient de dominante rol van de top(s) (bijvoorbeeld opvoeder, agent, cipier) als context om door bottom(s) gespeelde onderdanige personage(s) te vernederen, bijvoorbeeld te slaan, bij fetisjisten veelal met vaste componenten (zoals kostuums, werktuigen), bij anderen juist als exploratie of variatie.

## Online rollenspellen
Maar ook online zijn er rollenspellen, zoals over de middeleeuwen. In deze spellen speelt ieder een personage. Ze spelen in allerlei situaties. Internetforums zijn hiervoor heel geschikt. Een voorbeeld van zo'n spel is Grimbald.
Rollenspellen kunnen ook gemaakt worden in al bestaande games als Minecraft en Grand Theft Auto V. Zo is het mogelijk bijvoorbeeld in de laatstgenoemde mogelijk politieagent of boef spelen als je hiervoor de juiste mods download.